# Dopolavoro Aziendale Marzotto 1940-1941
Questa voce raccoglie le informazioni riguardanti il Dopolavoro Aziendale Marzotto nelle competizioni ufficiali della stagione 1940-1941.

## Rosa
| N. |                   | Ruolo | Calciatore           |
| -- | ----------------- | ----- | -------------------- |
|    | Italia (bandiera) | C     | Luigi Abeni          |
|    | Italia (bandiera) | C     | Bruno Anzolin        |
|    | Italia (bandiera) | A     | M. Beggio            |
|    | Italia (bandiera) | D     | Luciano Bottazzi     |
|    | Italia (bandiera) | A     | Gian Carlo Breviario |
|    | Italia (bandiera) | P     | Stelvio Carraro      |
|    | Italia (bandiera) | A     | Leonardo Corponi     |
|    | Italia (bandiera) |       | L. Costa             |
|    | Italia (bandiera) | A     | Ferdinando Cozzarin  |
|    | Italia (bandiera) | A     | P. Crepaldi          |
|    | Italia (bandiera) | C     | G. Dal Conte         |
|    | Italia (bandiera) | P     | G. Dal Sacco         |
|    | Italia (bandiera) | D     | E. Desinan           |

| N. |                   | Ruolo | Calciatore        |
| -- | ----------------- | ----- | ----------------- |
|    | Italia (bandiera) | C     | Giovanni Faggion  |
|    | Italia (bandiera) | C     | Giuseppe Faggion  |
|    | Italia (bandiera) | D     | Santo Fioraso     |
|    | Italia (bandiera) | A     | R. Gasparini      |
|    | Italia (bandiera) | P     | Umberto Girolami  |
|    | Italia (bandiera) | C     | Giovanni Grossi   |
|    | Italia (bandiera) | C     | Attilio Mestroni  |
|    | Italia (bandiera) |       | G. Milan          |
|    | Italia (bandiera) | A     | Ettore Moretto    |
|    | Italia (bandiera) | D     | Primo Perlotto    |
|    | Italia (bandiera) | A     | Domenico Piovesan |
|    | Italia (bandiera) | C     | Plinio Polita     |
|    | Italia (bandiera) | A     | Germano Zanca     |